# Distrito de Csurgó
El distrito de Csurgó (húngaro: Csurgói járás) es un distrito húngaro perteneciente al condado de Somogy.
En 2013 su población era de 16 807 habitantes. Su capital es Csurgó.

## Municipios
El distrito tiene una ciudad (en negrita), un pueblo mayor (en cursiva) y 16 pueblos (población a 1 de enero de 2013):
- Berzence (2602)
- Csurgó (5229) – la capital
- Csurgónagymarton (154)
- Gyékényes (988)
- Iharos (460)
- Iharosberény (1271)
- Inke (1233)
- Őrtilos (474)
- Pogányszentpéter (493)
- Porrog (230)
- Porrogszentkirály (278)
- Porrogszentpál (79)
- Somogybükkösd (85)
- Somogycsicsó (165)
- Somogyudvarhely (1025)
- Szenta (388)
- Zákány (1098)
- Zákányfalu (555)